# Atopsyche sperryi
Atopsyche sperryi is een schietmot uit de familie Hydrobiosidae. De soort komt voor in het Nearctisch gebied.